# Трета дивизионна област
Трета дивизионна област е военна област на 3-та пехотна балканска дивизия, формирана през 1892 година.

## История
Трета дивизионна област е формирана през 1892 година. През 1899 г. областта е с щаб в Сливен и включва територията на Бургаска, Айтоска, Каваклийска, Казълагачка, Котленска, Сливенска, Ямболска и Карнобатска административна околия; полковите окръжия на 11-и пехотен сливенски полк, 32-ри загорски полк, 24-ти пехотен черноморски полк, 29-и ямболски полк, както и подразделенията 6-и артилерийски полк, 4-ти конен полк, 7-и конен полк, 2-ра пионерна дружина и 30-о областно интендантство. Съгласно указ № 148 от 27 декември 1906 влиза в подчинение на новоформираната 2-ра военноинспекционна област. За участие във войните формира интендантски и други части. 

## Наименования
През годините областта носи различни имена според претърпените реорганизации:
- Втора тракийска дивизионна област (1892 – 1920)
- Втора тракийска полкова област (1921 – 1934)
- Втора полкова област (1934 – 1937)
- Втора дивизионна област (1938 – 1949)

## Началници
Званията са към датата на заемане на длъжността.
| № | звание        | име             | дати          |
| - | ------------- | --------------- | ------------- |
|   | Генерал-майор | Христо Петрунов | (1916 – 1917) |
|   | Генерал-майор | Никола Желявски | (1917 – 1918) |